# Lijst van afleveringen van Wickie de Viking
Dit is een overzicht van alle afleveringen van Wickie de Viking. Ze zijn gemaakt tussen 1975 en 1979. Er zijn er in totaal 78 afleveringen.

## Afleveringen
- (Aflevering met een schuine streep heeft ook een andere naam of is hernoemd).

| Aflevering | Titel                                                    | Uitzenddatum      |
| ---------- | -------------------------------------------------------- | ----------------- |
| 1          | Wickie en de race                                        | 5 maart 1975      |
| 2          | Wickie op het schip                                      | 9 april 1975      |
| 3          | De ontsnapping                                           | 14 mei 1975       |
| 4          | Svens Kiespijn                                           | 18 juni 1975      |
| 5          | Hagar de Verschrikkelijke                                | 23 juni 1975      |
| 6          | In de boot genomen                                       | 5 juli 1975       |
| 7          | Wickie en de 19 wolven                                   | 17 juli 1975      |
| 8          | Flake gered!                                             | 21 juli 1975      |
| 9          | Wickie en de zeehonden                                   | 9 augustus 1975   |
| 10         | De belofte                                               | 18 augustus 1975  |
| 11         | De reuzen met de rode ogen                               | 27 augustus 1975  |
| 12         | De bevrijding                                            | 13 september 1975 |
| 13         | Het zwaard van de dwergen                                | 15 september 1975 |
| 14         | Het kasteel                                              | 14 januari 1976   |
| 15         | Net ontsnapt\De draak                                    | 31 januari 1976   |
| 16         | De hoofdman\De waterleiding                              | 17 februari 1976  |
| 17         | De brandweer                                             | 6 maart 1976      |
| 18         | Wickie en de duif                                        | 3 april 1976      |
| 19         | Het vliegende schip                                      | 10 april 1976     |
| 20         | De Bulgaren-koning                                       | 10 april 1976     |
| 21         | Het toverpoeder                                          | 17 april 1976     |
| 22         | De schatkist                                             | 24 april 1976     |
| 23         | De wraak van de zaagvissen                               | 28 april 1976     |
| 24         | Oele heeft een vriendin                                  | 1 mei 1976        |
| 25         | Het Spookschip                                           | 8 mei 1976        |
| 26         | De Eskimo-schat                                          | 15 mei 1976       |
| 27         | De walvis-baby                                           | 7 oktober 1976    |
| 28         | De Meeuwen                                               | 14 oktober 1976   |
| 29         | Avontuur in Griekenland\In Griekenland                   | 21 oktober 1976   |
| 30         | De Olympiade                                             | 28 oktober 1976   |
| 31         | In Denemarken                                            | 4 november 1976   |
| 32         | De vlucht uit het slot                                   | 11 november 1976  |
| 33         | Een zekere meneer Ravenzwaai                             | 18 november 1976  |
| 34         | De sprekende steen                                       | 25 november 1976  |
| 35         | Wickie vliegt de lucht in                                | 2 december 1976   |
| 36         | Het Weerzien                                             | 9 december 1976   |
| 37         | Bij de indianen                                          | 16 december 1976  |
| 38         | Het cadeau voor de Winka's                               | 23 december 1976  |
| 39         | Overval op Winka Dorp                                    | 30 december 1976  |
| 40         | Snoppe zingt een toontje lager                           | 6 januari 1977    |
| 41         | Afscheid van de Winka’s                                  | 13 januari 1977   |
| 42         | Het Circus komt                                          | 20 januari 1977   |
| 43         | Halvar wint een strijd                                   | 27 januari 1977   |
| 44         | De schatgravers                                          | 3 februari 1977   |
| 45         | De bode uit Bulgarije                                    | 10 februari 1977  |
| 46         | Het plan van de Moddermannen                             | 17 februari 1977  |
| 47         | De Moddermannen geven 't niet op                         | 24 februari 1977  |
| 48         | De Moddermannen gefopt                                   | 3 oktober 1977    |
| 49         | 't Geschenk van de Moddermannen                          | 10 oktober 1977   |
| 50         | Vast in 't ijs                                           | 17 oktober 1977   |
| 51         | Wickie en de molen                                       | 24 oktober 1977   |
| 52         | Wickie op het drakeneiland                               | 31 oktober 1977   |
| 53         | Halvars gevecht met de beren                             | 7 november 1977   |
| 54         | Vader Halvar heeft de bof                                | 14 november 1977  |
| 55         | Wie een kuil graaft voor een ander                       | 21 november 1977  |
| 56         | Wickie en het paard                                      | 28 november 1977  |
| 57         | Wickie & Ylvie op het vogeleiland                        | 5 december 1977   |
| 58         | Wickie en de wolf                                        | 12 december 1977  |
| 59         | Baltac zit in de val\Baltac zit in de klem               | 19 december 1977  |
| 60         | Wickie en de vaart naar Tarlis\Tocht naar Tarlis         | 2 januari 1978    |
| 61         | De twee kemphanen                                        | 6 oktober 1978    |
| 62         | Hulp voor een geest\Hulp voor de spoken                  | 13 oktober 1978   |
| 63         | Wij zijn werkelijk Vikingen\Wij zijn echte Vikingers     | 20 oktober 1978   |
| 64         | De voorspelling                                          | 27 oktober 1978   |
| 65         | Het gouden zwaard                                        | 3 november 1978   |
| 66         | Wickie's overwinning                                     | 10 november 1978  |
| 67         | Het kanaal                                               | 17 november 1978  |
| 68         | De wedstrijd snellopen                                   | 24 november 1978  |
| 69         | Wie wordt de volgende chef?\Wie is de baas?              | 1 december 1978   |
| 70         | Halvar is ook maar een mens                              | 8 december 1978   |
| 71         | De geheime schat van Halvar\Halvars geheime schat        | 15 december 1978  |
| 72         | Een nieuw boegbeeld                                      | 22 december 1978  |
| 73         | Op Robinson's eiland                                     | 29 december 1978  |
| 74         | Een weddenschap valt in het water\De strijd om het water | 5 januari 1979    |
| 75         | Knud heeft ruzie                                         | 12 januari 1979   |
| 76         | Nicht Lora                                               | 19 januari 1976   |
| 77         | Het nieuwe schip                                         | 26 januari 1976   |
| 78         | Goud uit Denemarken\Naar Denemarken                      | 2 februari 1979   |